# سیرک (شهرکرد)
سیرک، روستایی از توابع شهرستان هفشجان در استان چهارمحال و بختیاری است.

## گورستان ارامنه سیرک
گورستان ارامنه سیرک مربوط به دوره قاجار است و در حومه هفشجان واقع شده‌است. این اثر در تاریخ ۸ مرداد ۱۳۸۱ با شمارهٔ ثبت ۶۰۰۲ به‌عنوان یکی از آثار ملی ایران به ثبت رسیده‌است. قبور ارامنه سیرک از جمله خوش نقش‌ترین قبور تاریخی ارامنه محسوب می‌گردند.

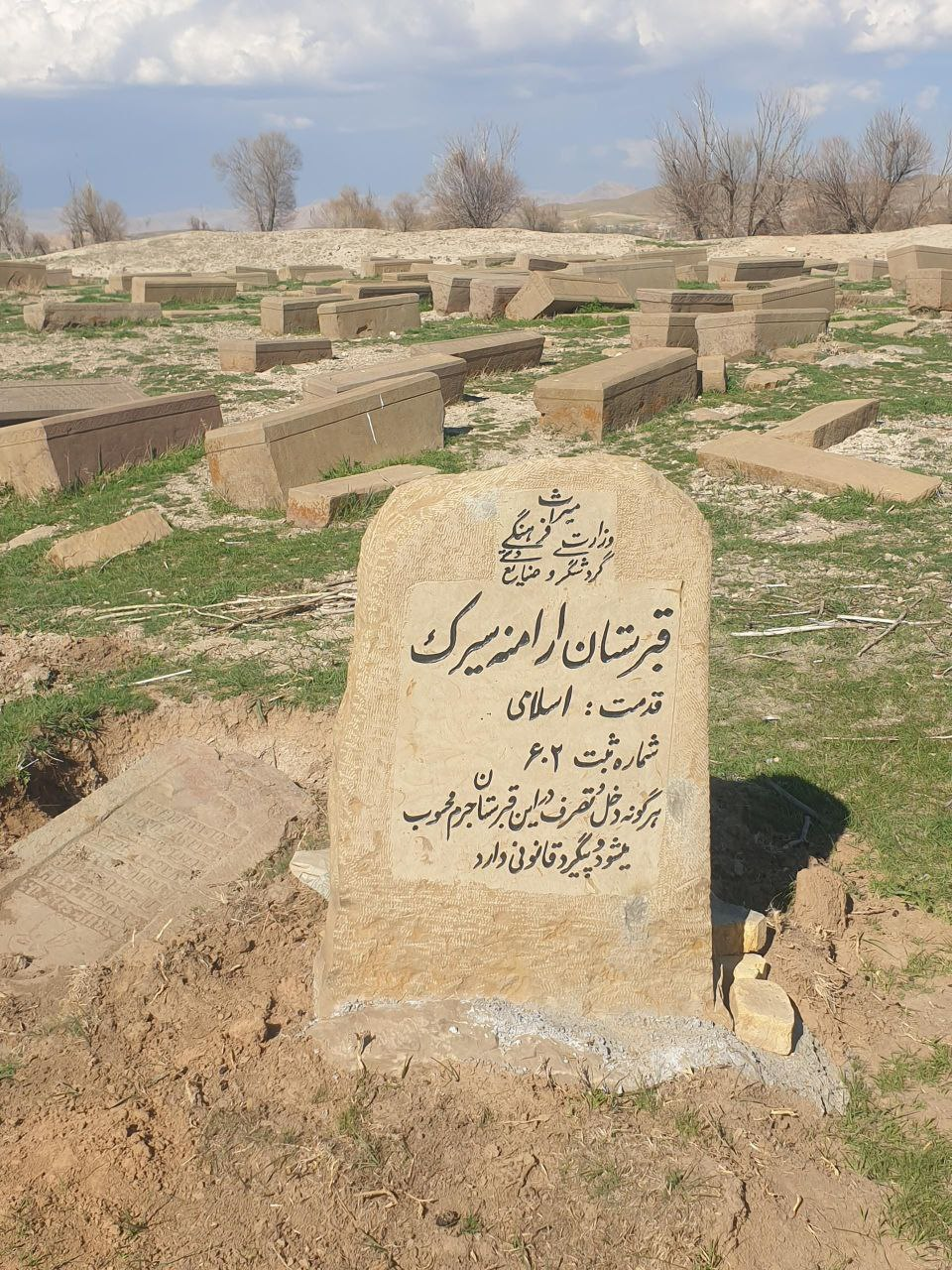
آرامستان ارامنه روستای سیرک

## جمعیت
این روستا در دهستان طاقانک قرار دارد و براساس سرشماری مرکز آمار ایران در سال ۱۳۸۵، جمعیت آن ۳۱۰ نفر (۷۹خانوار) بوده‌است.